# 5234 Sechenov
5234 Sechenov è un asteroide della fascia principale. Scoperto nel 1989, presenta un'orbita caratterizzata da un semiasse maggiore pari a 2,7616982 au e da un'eccentricità di 0,1628168, inclinata di 35,82388° rispetto all'eclittica.
L'asteroide è dedicato al fisiologo russo Ivan Michajlovič Sečenov.